# 紀元前190年代
紀元前190年代（きげんぜんひゃくきゅうじゅうねんだい）は、西暦による紀元前199年から紀元前190年までの10年間を指す十年紀。

## できごと
- プトレマイオス5世のために、聖職者はロゼッタ・ストーンにメンフィス法令を選んだ。

## 誕生

### 紀元前195年
- ミトリダテス1世：パルティアの王（紀元前138年没）
- プビリウス・テレンティウス・アフェル：ローマの喜劇作家（紀元前159年没）

### 紀元前190年
- ヒッパルコス：ギリシアの天文学者、地理学者、数学者（紀元前120年没）
- コルネリア・アフリカナ：スキピオ・アフリカヌスの次女（紀元前100年没）

## 死去

### 紀元前197年
- アッタロス1世：ペルガモン王国の王（紀元前269年生）

### 紀元前196年
- 韓信：前漢の武将
- 韓王信：前漢の武将、政治家

### 紀元前195年
- 劉邦：前漢の初代皇帝（紀元前256年または紀元前247年生）

### 紀元前194年
- エラトステネス：ギリシアの数学者、地理学者、天文学者（紀元前276年生）
- 戚夫人：劉邦の側室

### 紀元前193年
- 蕭何：前漢の宰相

### 紀元前192年
- ナビス：最後のスパルタ王

### 紀元前191年
- アルサケス2世：パルティアの第2代の王

### 紀元前190年
- ペルガのアポロニウス：ギリシアの数学者、地理学者、天文学者（紀元前262年生）